# Evangelische Kirche Beedenkirchen

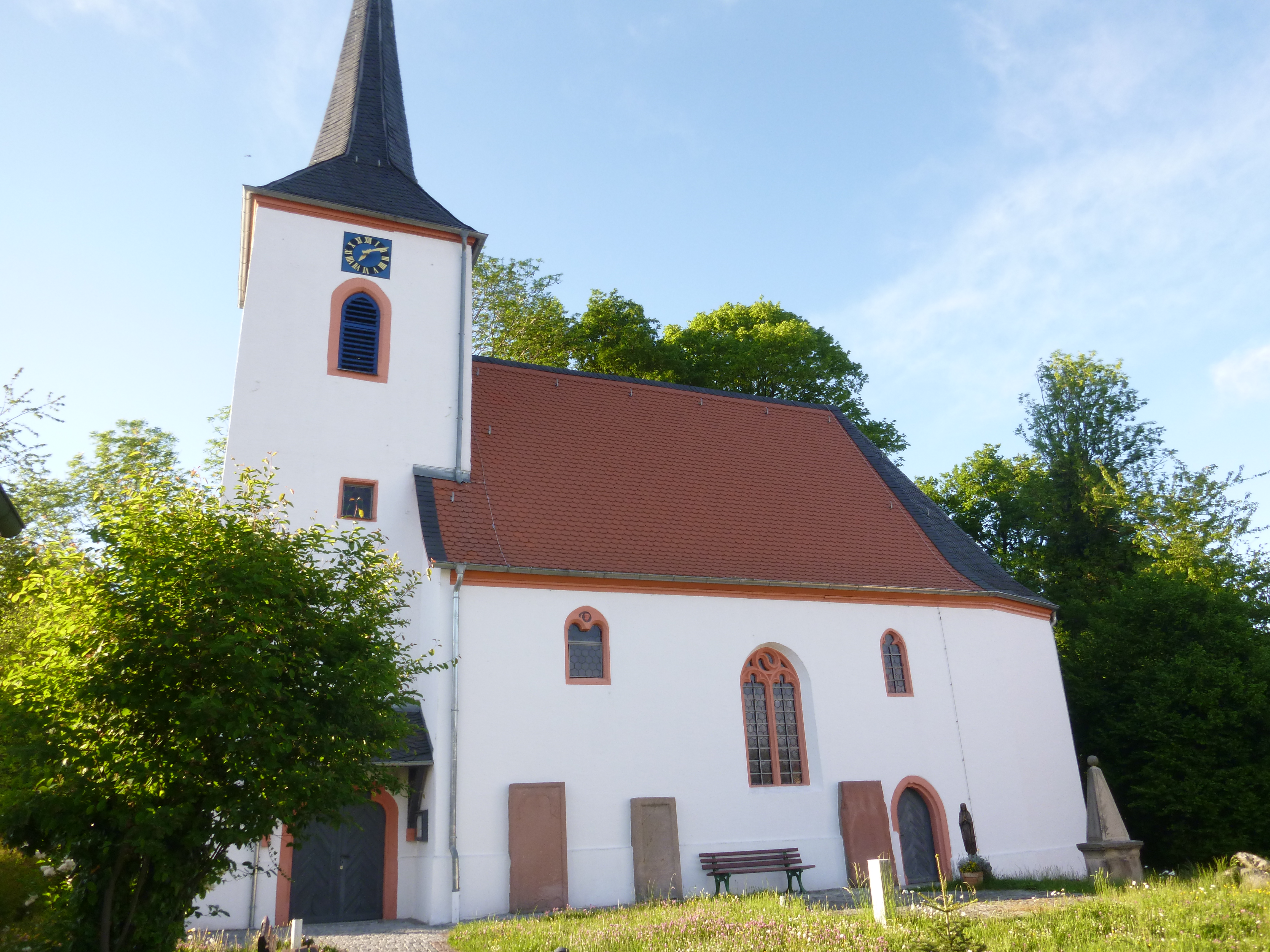
Die Evangelische Kirche Beedenkirchen mit dem Haupteingang im Turm

Die evangelische Pfarrkirche ist ein denkmalgeschütztes Kirchengebäude in Beedenkirchen, einem Ortsteil der Gemeinde Lautertal im Landkreis Bergstraße (Hessen).
Der spätgotische Bau von 1477 wurde 1624 erneuert. Das kleine Kirchenschiff mit einem fünfseitig geschlossenen Chor in Schiffsbreite ist durch Maßwerkfenster gegliedert. Der Westturm ist mit einem Spitzhelm bekrönt. Die Westempore wurde 1712 eingebaut.

## Orgel
Die Orgel der Kirche wurde am 10. November 1854 vom Mainzer Orgelbauer Bernhard Dreymann (1788–1854) fertiggestellt und am 2. Advent 1854 geweiht. Aufgrund des nur bedingt geeigneten Aufstellungsortes musste eine eigene Orgelempore angeschafft werden, welche in der Anschaffung nicht unerhebliche Kosten mit sich brachte. Sie verfügt über 9 Register (eingeschlossen Pedalkoppel und Ventilzug) auf einem Manual und Pedal verteilt. Sie ist das kleinste bzw. von Dreymann letztes gebautes Instrument.

## Kirchspiel Lautertal
Mit den Gemeinden Reichenbach und Gadernheim zusammen bildet Beedenkirchen ein Kirchspiel, das zum Dekanat Bergstraße in der Propstei Starkenburg der Evangelischen Kirche in Hessen und Nassau gehört.